# Synthaxe
SynthAxe è un controller per sintetizzatori musicali che nelle forme riprende una chitarra.

## Storia dello strumento

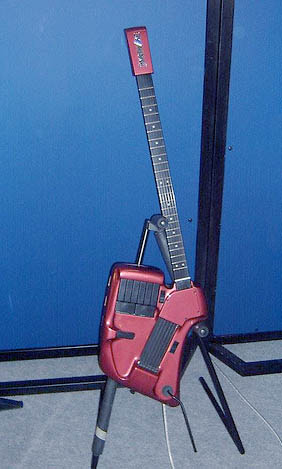
SynthAxe

Il termine inglese SynthAxe venne coniato nel 1983 dall'ingegnere Bill Aitken che denominò così la sua invenzione, un midi controller per sintetizzatori musicali, di forme simili a quelle di una chitarra. Il nome infatti fonde le voci "Synth" (per sintetizzatore) e "Axe" (termine usato in Inghilterra per definire chitarra). In effetti lo strumento è rivolto principalmente a chitarristi in quanto ricalca l'impostazione della chitarra stessa.
Lo strumento destò stupore e sconcerto nella maggior parte dei musicisti per via delle novità e delle modifiche che apportava al concetto di guitar synth del periodo, diventando oggetto mitico e molto desiderato nonostante l'alto costo di vendita.
La cosa che destò il maggior scalpore fu la presenza di due set di corde separate (uno per la mano sinistra e uno per la mano destra) posizionati in modo disassato e angolato fra loro.
SynthAxe si pose subito avanti anni luce rispetto ai sistemi di guitar-synth dell'epoca, non solo per il suo aspetto futuristico ma soprattutto per la sua concezione di traduzione delle note. I sistemi comuni di guitar synth funzionano sulla base del principio "pitch-to-voltage", cioè traducono in impulso elettrico la nota captata da un pick-up esafonico simile a quello di una chitarra normale. Il difetto però della traduzione "pitch-to-voltage" è il fatto che il pick-up capta anche le armoniche prodotte dallo strumento ed il circuito elettronico di traduzione traduce, a volte, le note sbagliate. Per attenuare questo problema si tende a processare il segnale più volte generando, inevitabilmente, un ritardo nella risposta. Questo fattore rappresentava grande limite all'interpretazione.
Queste anomalie non sono però presenti nel SynthAxe in quanto l'altezza della nota viene determinata dalla posizione nella quale il dito preme le corde sui tasti e viene generata nel momento in cui la corda viene "pennata" con la mano destra. La risposta è immediata, nessun ritardo viene generato dalla circuitazione dello strumento.
Fra gli importanti musicisti che resero celebre SynthAxe citiamo Allan Holdsworth, Al Di Meola, Lee Ritenour.

## Composizione dello strumento

### Corpo strumento
La base dello strumento è costituita da un telaio metallico che funge da supporto principale al quale è collegato un manico simile a quello di una chitarra che monta una tastiera, anche questa simile a quella di una chitarra. Alla base sono montate le schede integrate coi circuiti elettronici di funzionamento dello strumento e la parte dedicata alla connessione jack di tipo cannon a 13 pins. Il corpo è rivestito da due gusci realizzati in fibra di vetro che contengono le schede con circuiti integrati che lo fanno funzionare.
I gusci presentano alcuni slot atti a favorire la ventilazione dei numerosi circuiti interni. Le colorazioni di serie dei gusci erano quattro: blu notte, argento, verde, rosso carminio. Due coperchi asportabili offrono accesso al ponte inferiore e all'attacco tastiera.

### Manico e tastiera
Il manico è costituito da un profilo estruso in alluminio che ha sezione e dimensioni costanti su tutta la lunghezza, al contrario del manico chitarra che si assottiglia verso la paletta e si ingrossa verso la cassa. SynthAxe non monta una paletta vera e propria ma solo un sistema di elementi di aggancio delle corde ed un coperchio asportabile che copre le meccaniche di regolazione delle corde. Le corde del manico sono agganciate con la tradizionale pallina nelle sedi di un elemento metallico alla base del manico stesso, e sono fissate superiormente in slitte in nylon regolabili a mezzo vite micrometrica in estensione, lunghezza e accordatura, anche se quest'ultima è del tutto irrilevante. Le corde hanno tutte e sei lo stesso diametro e la stessa lunghezza, ed anche questo è un fattore che inizialmente spiazza un chitarrista tradizionale.
La tastiera in materiale plastico ad alta resistenza contiene al suo interno una serie di circuiti che collegano i tasti al corpo principale. Dal corpo partono una serie di collegamenti elettrici che raggiungono la tastiera in ogni singolo tasto. A sua volta ogni singolo tasto in metallo è suddiviso in sei settori isolati che fungono da "interruttore" nel momento in cui vengono a contatto con la corda o le corde pigiate. Il sistema offre però anche la possibilità, premendo un interruttore, di suonare utilizzando solo la mano sinistra escludendo il set di corde dedicate alla rilevazione della pennata. La grande innovazione del SynthAxe fu proprio quella di separare, anche visivamente, le corde in due sezioni distinte. Infatti un set di corde corre lungo il manico ed un altro, separato, si trova in corrispondenza della mano destra. I due set di corde, oltre ad essere separati, sono anche inclinati fra loro dando al SynthAxe un caratteristico aspetto "spaziale". Questo aspetto genera all'inizio abbastanza sconcerto in chi osserva lo strumento per la prima volta in quanto ci si chiede come possano interagire simultaneamente due set di corde separate. La posizione angolata fra i due set di corde è dettata principalmente da ragioni di natura ergonomica, in quanto gli inventori di SynthAxe preferirono inclinare il manico verso l'alto mantenendo però la mano destra in posizione orizzontale.
L'inventore Aitken motiva la diversa inclinazione come miglioria ergonomica ma molti riconoscono in questo fattore anche un desiderio di innovazione anche estetica dello strumento. Il diametro delle corde e la loro intonazione sono pertanto totalmente ininfluenti in quanto la nota captata non è di tipo "acustico", e le corde sono quindi tutte uguali in diametro e lunghezza. Il manuale SynthAxe raccomanda corde MI cantino tutte uguali sia per set-manico che per set-ponte. La tensione può essere regolata a piacimento, ma entro certi limiti, agendo sui dispositivi di regolazione tensione a mezzo chiavi Hallen in dotazione.
Sul corpo principale è montata inoltre una tastiera composta da sei tasti che sono assegnati ad ogni corda: schiacciando i primi due tasti si suonano le note delle prime due corde e così via. La tastiera offre anche raggruppamenti dei primi tre tasti, degli ultimi tre o di tutti e sei insieme. L'utilizzo di questi tasti si pone come opzione al metodo di pizzicare le corde senza utilizzo del plettro, e risulta molto efficace nell'esecuzione di accordi nei quali non tutte le corde devono essere suonate. Anche questa tastiera aggiuntiva allontana il concept dello strumento da quello di classico guitar-synth.
La suddivisione in tasti della tastiera è totalmente diversa rispetto a quella di una chitarra standard, ed i tasti tendono ad avere distanze molto simili fra loro. Questo fatto agevola molto l'esecuzione di accordi complessi nella parte alta della tastiera, cosa a volte difficile sulle chitarre standard per via della vicinanza dei tasti. Come conseguenza logica si ottiene il vantaggio di avere diteggiature molto simili per accordi eseguiti in fondo o in alto alla tastiera. La tastiera è composta da 24 tasti e risulta essere sensibilmente più lunga di quella di una chitarra tradizionale.
SynthAxe non monta nessun tipo di pick-up e non è in grado di generare, da solo, nessun tipo di suono in quanto è un synth controller.
La somma di tutti questi aspetti innovativi rende il primo approccio con lo strumento un po' difficile in quanto ci si rende conto di avere fra le mani qualcosa di molto diverso da una chitarra, e lo strumento all'inizio sembra quasi non suonabile ma bastano pochi esercizi e un po' di apertura mentale per arrivare in breve tempo ad abituarsi all'impostazione ideale richiesta dallo strumento. Il peso complessivo dell'oggetto non è trascurabile.